# 泰克伦堡
泰克伦堡（德語：Tecklenburg，發音：[ˈtɛklənˌbʊʁk] ⓘ）是德国北莱茵-威斯特法伦州明斯特行政区施泰因富特县的城市，面积70.49平方千米，2023年12月31日人口为9,398人。